# Die Croods
Die Croods (Originaltitel The Croods) ist ein US-amerikanischer 3D-Computeranimationsfilm aus dem Jahr 2013. Der von DreamWorks Animation unter der Regie von Kirk DeMicco hergestellte Film lief auf der 63. Berlinale 2013 außer Konkurrenz.
Die zwischen 2015 und 2017 produzierte Zeichentrickserie Wir sind die Croods! basiert auf dem Film. 2020 wurde mit Die Croods – Alles auf Anfang eine Fortsetzung veröffentlicht.

## Handlung
Große Veränderungen kommen auf die Steinzeitfamilie Croods zu, die bisher nur dank des umsichtigen und konservativen Familienoberhaupts Grug überlebt hat. Die Erde bebt und verändert sich und die Höhle der Croods stürzt ein. Grug und seine Familie müssen alles zurücklassen, was sie bisher kennen. Zum Glück hat die neugierige Tochter Eep die Bekanntschaft mit Guy gemacht, einem nomadisierenden Heranwachsenden, der kreative Ideen hat, mit denen er der Familie hilft, während sie sich gemeinsam eine neue Heimat suchen. Guys Schwärmen von der Zukunft und seine originellen Einflüsse stören Grug, der sich an der Vergangenheit orientiert. Grug fällt es schwer, die Führungsrolle abzugeben, aber auch er lernt, kreativ statt konservativ zu sein.

## Produktion
Ursprünglich wurde der Film 2005 von Aardman Animations als Stop-Motion-Film und als Teil eines größeren Pakets mit DreamWorks Animation unter dem Arbeitstitel Crood Awakening produziert. John Cleese und Kirk DeMicco schrieben die erste Skriptversion. 2007 gingen die Filmrechte an DreamWorks.
Chris Sanders, der Regisseur von Lilo & Stitch, kam 2007 zu DreamWorks, um bei diesem Film Regie zu führen. Er wollte das Skript weitreichend umschreiben. Im September 2008 wurde bekannt, dass Sanders die Arbeiten übernahm und den Releasezeitpunkt auf März 2012 verschob. Der endgültige Originaltitel, The Croods und Koregisseur Kirk DeMicco wurden im Mai 2009 bekanntgegeben. Im März 2011 wurde die Veröffentlichung nochmals um ein Jahr auf 2013 verschoben.

## Rezeption
Der Film wurde von Kritikern vermehrt positiv rezipiert. Bei Rotten Tomatoes erhielt er eine Wertung von 72 % bei 144 Rezensionen, mit einer durchschnittlichen Bewertung von 6,5 von 10 Punkten.

“A visually dazzling animated adventure with a well-chosen voice cast is hampered by lackluster humor and a meandering story.”

„Ein visuell beeindruckendes animiertes Abenteuer mit einer gut ausgesuchten [englischen] Stimmen-Besetzung, das behindert wird durch stumpfen Humor und eine ziellos herumirrende Story.“

„Für anspruchslose Animationsfans bietet The Croods eine schöne Ausgangsidee, viel flitzeschnelle Action in Comicphysikwelten, ein paar Disney-Moral-Standards und sonst nicht viel mehr. Also ungefähr das, was jeder andere Animationsfilm dieser Tage auch bietet.“

„Schwer vorstellbar, dass in diesem Jahr noch ein besserer Animationsfilm in die Kinos kommen wird.“

„‚Die Croods‘ fühlt sich an, als ob die Macher einen Freifahrtschein bekommen hätten, grenzenlos und ohne Rücksicht auf gar nichts einfach nur kreativ sein zu dürfen. Und von diesem gerade für einen Big-Budget-Hollywood-Film unerhörten Geschenk macht das Regie-Duo zum Segen des Publikums ausgiebig Gebrauch!“

## Finanzieller Erfolg
Die Produktionskosten für den Film lagen bei 135 Mio. US-Dollar. Weltweit nahm der Film ca. 587 Mio. US-Dollar ein, davon über 180 Mio. US-Dollar in den USA. Im Jahr 2013 wurden bundesweit 2.321.170 Besucher an den deutschen Kinokassen gezählt, womit der Film den 12. Platz der meistbesuchten Filme des Jahres belegte. Damit liegt Die Croods auf Platz 9 der weltweit erfolgreichsten DreamWorks-Produktionen, direkt hinter Madagascar 2.

## Auszeichnungen (Auswahl)
Die Produktion war 2014 in der Kategorie Bester animierter Spielfilm für den Oscar nominiert. In drei Kategorien wurde der Film mit dem Annie Award ausgezeichnet. Komponist Alan Silvestri gewann 2013 den BMI Film & TV Award.

## Synchronisation
Die Synchronisation erfolgte durch die FFS Film- & Fernseh-Synchron GmbH. Frank Schaff schrieb das Dialogbuch und führte die Dialogregie.
| Rolle                                   | Originalsprecher | Deutscher Sprecher |
| --------------------------------------- | ---------------- | ------------------ |
| Grug, Vater der Familie Crood           | Nicolas Cage     | Uwe Ochsenknecht   |
| Guy                                     | Ryan Reynolds    | Kostja Ullmann     |
| Eep, Grugs große Tochter                | Emma Stone       | Janin Reinhardt    |
| Ugga, Grugs Frau                        | Catherine Keener | Arianne Borbach    |
| Thunk, Grugs Sohn                       | Clark Duke       | Christian Zeiger   |
| Gran, Uggas Mutter                      | Cloris Leachman  | Luise Lunow        |
| Sandy, Grugs kleine Tochter             | Randy Thom       |                    |
| Belt / Klammer, Faultier, Guys Haustier | Chris Sanders    |                    |